# Gran Premio de España de Motociclismo de 1969
El Gran Premio de España de Motociclismo de 1969 fue la prueba inaugural de la temporada 1969 del Campeonato Mundial de Motociclismo. El Gran Premio se disputó el 4 de mayo de 1969 en el Circuito del Jarama.

## Resultados 500cc
En la categoría reina, Giacomo Agostini puso las cosas un poco más emocionantes debido a un muy mal comienzo. Angelo Bergamonti estaba casi fuera de la vista con su Paton hasta que el piloto de MV Agusta empezó a reaccionar. Bergamonti fue cazado por Kel Carruthers con la Aermacchi Ala d'Oro 350, hasta que este se salió de la pista. Debido a su caída, Agostini también cayó cuando solo quería adelantarlo, pero pudo continuar su carrera nuevamente y condujo unos tres segundos por vuelta más rápido que Bergamonti. Al final, Ago obtuvo más de medio minuto de ventaja al final, mientras que Bergamonti pudo mantener su segundo lugar por delante de Ginger Molloy (Bultaco).
| Pos.    | Piloto            | Equipo    | Tiempo       | Pts. |
| ------- | ----------------- | --------- | ------------ | ---- |
| 1       | Giacomo Agostini  | MV Agusta | 1h 13' 11" 1 | 15   |
| 2       | Angelo Bergamonti | Paton     | +37" 6       | 12   |
| 3       | Ginger Molloy     | Bultaco   | +52" 5       | 10   |
| 4       | Gyula Marsovszky  | LinTo     | +1' 39" 7    | 8    |
| 5       | Godfrey Nash      | Norton    | +1' 42" 3    | 6    |
| 6       | Günter Fischer    | Matchless |              | 5    |
| 7       | Gilbert Argo      | Matchless |              | 4    |
| Ret     | Jack Findlay      | LinTo     | Ret          |      |
| Ret     | Kel Carruthers    | Aermacchi | Ret          |      |
| Ret     | John Burguess     | Norton    | Ret          |      |
| Ret     | Steve Ellis       | LinTo     | Ret          |      |
| Ret     | Keith Turner      | LinTo     | Ret          |      |
| Ret     | Bosse Granath     | Husqvarna | Ret          |      |
| Fuente: |                   |           |              |      |

## Resultados 350cc
En la carrera de 350cc y después de la caída de Renzo Pasolini (Benelli) en la carrera de 250cc, que le obligó a descansar el resto del día, el único competidor peligroso de Giacomo Agostini con MV Agusta desapareció. Es por eso que la nueva 350cc seis cilindros no salió del box. Agostini claramente fue mucho más rápido que el resto y ganó con 1 minuto y 39 segundos de ventaja sobre Kel Carruthers (Aermacchi) y Giuseppe Visenzi (Yamaha). Bill Ivy rompió su Jawa V4, que se sobrecalentó.
| Pos.    | Piloto              | Equipo    | Tiempo       | Pts. |
| ------- | ------------------- | --------- | ------------ | ---- |
| 1       | Giacomo Agostini    | MV Agusta | 1h 18' 09" 2 | 15   |
| 2       | Kelvin Carruthers   | Aermacchi | +1' 39" 1    | 12   |
| 3       | Giuseppe Visenzi    | Yamaha    | +1' 59" 3    | 10   |
| 4       | Ginger Molloy       | Bultaco   | +1 Vuelta    | 8    |
| 5       | Jack Findlay        | Yamaha    | +2 Vueltas   | 6    |
| 6       | Herbert Denzler     | Aermacchi | +3 Vueltas   | 5    |
| 7       | Adolf Ohligschläger | Yamaha    | +3 Vueltas   | 4    |
| 8       | Jerry Lancaster     | Aermacchi | +3 Vueltas   | 3    |
| 9       | Günter Fischer      | Aermacchi | +4 Vueltas   | 2    |
| 10      | Godfrey Nash        | Norton    | +4 Vueltas   | 1    |
| 11      | John David Burgess  | Norton    | +4 Vueltas   |      |
| 12      | Alo Zanetta         | Aermacchi | +5 Vueltas   |      |
| 13      | Pierre-Louis Tebec  | Kawasaki  | +6 Vueltas   |      |
| Ret     | Bill Ivy            | Jawa      | Ret          |      |
| Ret     | Rodney Gould        | Yamaha    | Ret          |      |
| DNS     | Renzo Pasolini      | Benelli   | DNS          |      |
| Fuente: |                     |           |              |      |

## Resultados 250cc
En el cuarto de litro, demostraron que Santiago Herrero fue más rápida que Renzo Pasolini con la Benelli 250 4C de cuatro cilindros. Herrero también tomó la delantera en la carrera, pero Pasolini lo atrapó y le pasó pocas vueltas después. Durante esta batalla, las motos se golpearon entre sí por un momento, haciendo que Pasolini se tirara de la motocicleta para evitar chcocarse contra la barra de seguridad. Eso decidió la carrera de 250cc a favor del español. El Kent Andersson (Yamaha), que rodaba 25 segundos atrás en la meta terminó segundo por delante de su compatriota Börje Jansson. Pasolini no pudo comenzar el resto del día.
| Pos.    | Piloto           | Equipo          | Tiempo       | Pts. |
| ------- | ---------------- | --------------- | ------------ | ---- |
| 1       | Santiago Herrero | OSSA            | 1h 17' 09" 6 | 15   |
| 2       | Kent Andersson   | Yamaha          | +24" 9       | 12   |
| 3       | Börje Jansson    | Kawasaki-Yamaha | +43" 5       | 10   |
| 4       | Martti Pesonen   | Yamaha          | +1' 19" 5    | 8    |
| 5       | Giuseppe Visenzi | Yamaha          | +1 Vuelta    | 6    |
| 6       | Heinz Rosner     | MZ              | +1 Vuelta    | 5    |
| 7       | Dieter Braun     | MZ              | +1 Vuelta    | 4    |
| 8       | Jerry Lancaster  | Yamaha          | +1 Vuelta    | 3    |
| Ret     | Renzo Pasolini   | Benelli         | Ret          |      |
| Fuente: |                  |                 |              |      |

## Resultados 125cc
En el octavo de litro, Cees van Dongen con su antigua Suzuki RT 67 tuvo muchos problemas en los entrenamientos por lo que sesmanteló el motos por la noche y descubrió rebabas en algunos engranajes que pudo reparar a tiempo. Así, el holandés comenzó como el más rápido, pero fue superado en la primera vuelta por Salvador Cañellas. Sin embargo, se retiró en la segunda vuelta. Van Dongen luego adelantó al resto de los competidores y ganó sin ser amenazado. Esta fue la segunda victoria holandesa del día (después de que Aalt Toersen hiciera lo propio en 50cc). Kent Andersson (Maico) quedó en segundo lugar a casi minuto y medio y Walter Villa (Moto Villa) quedó en tercer lugar.
| Pos.    | Piloto              | Moto      | Tiempo       | Pts. |
| ------- | ------------------- | --------- | ------------ | ---- |
| 1       | Cees van Dongen     | Suzuki    | 1h 07' 41" 5 | 15   |
| 2       | Kent Andersson      | Maico     | +1' 21" 9    | 12   |
| 3       | Walter Villa        | Villa     | +1' 30" 7    | 10   |
| 4       | Enrique Escuder     | Bultaco   | +1' 46" 9    | 8    |
| 5       | Bruno Veigel        | Honda     | +1' 48" 2    | 6    |
| 6       | Kelvin Carruthers   | Aermacchi | +1 Vuelta    | 5    |
| 7       | Ginger Molloy       | Bultaco   | +3 Vueltas   | 4    |
| 8       | Pertti Leinonen     | Honda     | +3 Vueltas   | 3    |
| 9       | Ramón Galí          | Bultaco   | +3 Vueltas   | 2    |
| DSQ     | Andújar             | -         | DSQ          |      |
| Ret     | Heinz Rosner        | MZ        | Ret          |      |
| Ret     | Ángel Nieto         | Derbi     | Ret          |      |
| Ret     | Dieter Braun        | Suzuki    | Ret          |      |
| Ret     | Francisco García    | -         | Ret          |      |
| Ret     | Herbert Denzler     | Honda     | Ret          |      |
| Ret     | Jean-Louis Pasquier | Bultaco   | Ret          |      |
| Ret     | Jerry Lancaster     | Honda     | Ret          |      |
| Ret     | González            | -         | Ret          |      |
| Ret     | Alo Zanetta         | -         | Ret          |      |
| Ret     | Juan Bordons        | -         | Ret          |      |
| Ret     | Börje Jansson       | Maico     | Ret          |      |
| Ret     | Horst Seel          | -         | Ret          |      |
| Ret     | Salvador Cañellas   | Yamaha    | Ret          |      |
| Ret     | Barry Smith         | Derbi     | Ret          |      |
| Ret     | Brian Smith         | -         | Ret          |      |
| Ret     | José Medrano        | -         | Ret          |      |
| Ret     | Bosse Granath       | MZ        | Ret          |      |
| Ret     | Seppo Kangasniemi   | MZ        | Ret          |      |
| Ret     | Giovanni Lombardi   | -         | Ret          |      |
| Fuente: |                     |           |              |      |

## Resultados 50cc
En los entrenamientos de 50cc, estaba claro que tres pilotos se destacaban por encima del resto: Aalt Toersen con la Van Veen-Kreidler, Barry Smith con Derbi y Jan de Vries, también con un Van Veen-Kreidler. Toersen salió rapidísimo en la pista mojada, pero pronto recibió la compañía de Santiago Herrero (Derbi). De Vries pronto se quedó atrás, pero aún permanecía en tercera posición, al frente de un gran grupo de perseguidores. Toersen y Herrero hicieron una carrera emocionante durante cinco vueltas hasta que Herrero se cayó. Smith logró llegar al segundo lugar pero cayó en su intento de llegar a Toersen. Para salvar el honor español, Ángel Nieto tuvo que correr enormes riesgos. Se las arregló para alcanzar el segundo lugar. Jan de Vries rodó en solitario y ocupó el tercer lugar.

| Pos.    | Piloto                | Moto     | Tiempo      | Pts. |
| ------- | --------------------- | -------- | ----------- | ---- |
| 1       | Aalt Toersen          | Kreidler | 42' 15" 9   | 15   |
| 2       | Ángel Nieto           | Derbi    | +13" 9      | 12   |
| 3       | Jan de Vries          | Kreidler | +16"        | 10   |
| 4       | Gilberto Parlotti     | Tomos    | +16" 4      | 8    |
| 5       | Giovanni Lombardi     | Guazzoni | +30" 8      | 6    |
| 6       | Jakob Unterladstätter | KTM      | + 1 Vuelta  | 5    |
| 7       | Herbert Denzler       | Kreidler | + 1 Vuelta  | 4    |
| 8       | Jean-Louis Pasquier   | Derbi    | + 1 Vuelta  | 3    |
| 9       | Bruno Veigel          | Honda    | + 1 Vuelta  | 2    |
| 10      | Juan Bordons          | Derbi    | + 1 Vuelta  | 1    |
| 11      | Adolf Ohligschläger   | Kreidler | + 1 Vuelta  |      |
| 12      | Manuel Varea          | Derbi    | + 3 Vueltas |      |
| 13      | Jean-Bernard Foures   | Derbi    | + 3 Vueltas |      |
| Ret     | Santiago Herrero      | Derbi    | Ret         |      |
| Fuente: |                       |          |             |      |